# Roberto Chile
Roberto Chile Pérez (* 29. September 1954 in Havanna) ist ein kubanischer Dokumentarfilmer, Fotojournalist und Fotograf. Er war Fotograf Fidel Castros.

## Leben und Wirken
Zunächst fing Roberto Chile 1973 ein Schiffbau-Studium  in Polen an, brach es jedoch schon im ersten Jahr ab und kehrte nach Kuba zurück, wo er dann den Beruf des Nachrichtentechnikers erlernte. Fotografieren war zunächst lediglich sein Hobby. Später schulte er auf Kameramann um und drehte Dokumentarfilme. Neben Fidel Castro wurden u. a. Che Guevara oder der Musiker Silvio Rodríguez porträtiert. Der Film Ghost town to Havanna porträtiert einen US-amerikanischen und einen kubanischen Baseball-Jugendtrainer, die sich zunächst in Oakland und zwei Jahre später in Havanna zu einem Spiel mit ihrer Mannschaft trafen. Soy Tata Negra (Ich bin Tata Negra) dokumentiert einen 93-jährigen Santería-Priester.
Ab 1984 bis zu Fidel Castros krankheitsbedingtem Rücktritt im Jahre 2006 war Chile Fotograf seines Vertrauens und begleitete ihn vor allem auf dessen Auslandsreisen.

## Filmografie (Auswahl)
- Running for the Revolution (2020)
- Silvio Rodriguez: Mi primera tarea (2020)
- Campesino (2018)
- Ghost Town to Havana (2015)
- Soy Tata Nganga (2012)
- Maestra (2012)
- Operation Peter Pan: Flying Back to Cuba (2011)
- Will the Real Terrorist Please Stand Up? (2010)
- Kordavision (2005)
- Fidel Castro. Ewiger Revolutionär (2004)
- Castro (2003)
- Cuando pienso en el Che (1987)

## Bibliografie
- Fidel es Fidel, Verlag 8. Mai, 2016, ISBN 978-3-931745-14-1

## Auszeichnungen
- 2019: Premio Nacional de Periodismo José Martí (Nationaler Journalistenpreis) für sein Lebenswerk[1]